# Bitwa o Złotów
Bitwa o Złotów – bitwa stoczona w dniach 30–31 stycznia 1945 roku o miasteczko Złotów podczas II wojny światowej, jedna z  bitew o przełamanie Wału Pomorskiego.
Złotów w niemieckim systemie obrony w 1945 spełniał rolę wysuniętego punktu ubezpieczenia w pasie przesłaniania głównej pozycji Wału Pomorskiego. Broniły go dwa bataliony z 32 i 34 pułku piechoty 15 Dywizji Piechoty SS "Lettland".
Niemcy przygotowywali Złotów do obrony. W dniach 28–30 stycznia z miejscowości ewakuowali całą ludność cywilną. 30 stycznia idące w awangardzie 4 Dywizji Piechoty pododdziały 11 pułku piechoty przekroczyły na Łobżonce dawną granicę polsko-niemiecką. Na przedpolach miasta natknęły się na opór nieprzyjaciela. Walki rozpoczęły się 30 stycznia 1945 r. ok. 18:30, ostrzelaniem z moździerzy i broni maszynowej ubezpieczeń marszowych 11 pp. Ok. 20:00 w miejsce walk przybyły pozostałe pododdziały pułku. Dowódca dywizji gen. Kieniewicz nakazał przeprowadzić nocą natarcie na punkty oporu nieprzyjaciela. Uderzenie 11 pułku zmusiło Niemców do wycofania się do miasta. Brak artylerii i broni ciężkiej spowalniał natarcie. Dopiero o 9:00 31 stycznia Złotów został zajęty. Zdobycie Złotowa przez 11 pp umożliwiło 4 DP dalsze kontynuowanie natarcia na pozycję główną Wału Pomorskiego.
W walkach poległo 82 żołnierzy polskich, 112 zostało rannych. Straty niemieckie wyniosły ok. 300 zabitych, 70 dostało się do niewoli. Złotów nie został zniszczony.
Walki żołnierzy polskich o Złotów zostały upamiętnione na Grobie Nieznanego Żołnierza w Warszawie, napisem na jednej z tablic po 1945 r. "ZŁOTÓW 30 – 31 I 1945".